# Granatenwerfer 36

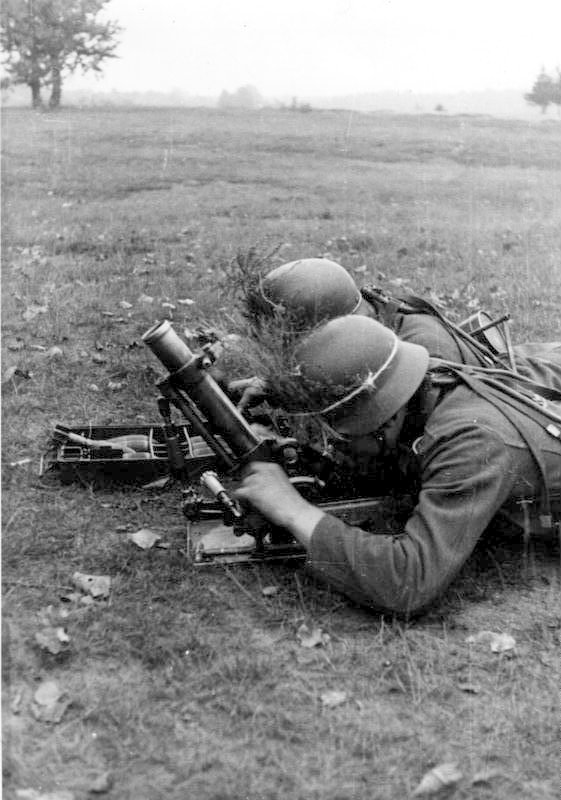
Солдаты дивизии «Великая Германия» с leGrW 36 в 1942 году

5 cm l.Gr.W. 36 (нем. 5cm leichte Granatwerfer 36 — 5-см лёгкий миномёт образца 1936 года) — немецкий лёгкий 50-мм миномёт времён Второй мировой войны.

## История
Миномёт был создан в 1936 году фирмой «Рейнметалл» по так называемой «глухой схеме», то есть все механизмы и элементы миномёта размещены на опорной плите. Стоимость одного миномёта составляла 400 рейхсмарок.
Миномёты входили в состав вооружения пехотной роты вермахта из расчёта один миномёт на пехотный взвод. По штатам дивизия вермахта должны были иметь по 84 шт. 50-мм миномётов. Расчёт миномёта состоял из трёх человек (командира расчёта, наводчика и помощника наводчика), два из которых несли разобранный миномёт, а третий нёс боеприпасы (однако в боевой обстановке миномёт в собранном виде мог переносить даже один солдат, поэтому на поле боя расчёт нередко состоял из двух человек).
После создания в 1938 году первого крупного немецкого парашютно-десантного подразделения (часть особого назначения люфтваффе под командованием генерала К. Штудента) миномёт начал поступать на вооружение немецких десантных подразделений Fallschirmjager. Небольшая масса и размеры миномёта, а также небольшой вес боеприпасов в зарядных ящиках делали оружие удобным для сбрасывания вместе с парашютистами (без необходимости использовать отдельный грузовой парашют) и ведения маневренного боя.
К 1939 году в войсках на вооружении было 5914 миномёта.
После анализа опыта боевых действий в сентябре 1939 года в Польше и в 1940 году во Франции к началу войны с СССР летом 1941 года количество 50-мм миномётов в немецких пехотных дивизиях было увеличено.
По программе производства вооружений «Б» в период с 1 сентября 1940 до 1 апреля 1941 года производство 50-мм миномётов обр.1936 года составило 110% от запланированных показателей, а производство 50-мм миномётных мин - 104% от запланированных показателей. В результате, на 1 апреля 1941 года в наличии имелось 14 913 шт. 50-мм миномётов и 31 982 200 шт. выстрелов к ним.
Производство было прекращено в 1943 году.
В июле - октябре 1944 года трофейные немецкие 50-мм миномёты неоднократно устанавливали на советские лёгкие танки и САУ, участвовавшие в городских боях и использовали для обстрела противника, занимавшего позиции на крышах и верхних этажах зданий. Осенью 1944 года специалисты БТУ ГБТУ РККА, проводившие анализ боевого опыта рекомендовали продолжить использование трофейных 50-мм миномётов в подразделениях бронетанковых войск РККА, участвующих в боях за города.

## ТТХ
- Калибр: 50 мм
- Длина канала ствола: 350 мм.
- Начальная скорость мины: 75 м/сек
- Угол вертикальной наводки: 42° — 90°
- Угол горизонтальной наводки: 4°
- Масса в боевом положении: 14 кг
- Масса ствола с вьюком (вкл. плащ-платку и котелок): 8,9 кг.
- Масса  опорной плиты с вьюком (вкл. плащ-платку и котелок): 11,6 кг.
- Масса ящика для мин (пустого) с вьюком (вкл. плащ-платку и котелок): 6,5 кг.
- Масса ящика для мин (полного) с вьюком (вкл. плащ-платку и котелок): 14,5 кг.
- Масса поясного короба ЗИП: 0,96 кг.[7]
- Скорострельность: 20 выстрелов в минуту
- Дальность стрельбы:
  - минимум — 20 м
  - максимум — 520 м
- Масса мины: 910 г (осколочная, корпус из литого чугуна, снаряжена 115 г литого тротила)[3][2]

## Боеприпасы
Штатная мина комплектовалась настолько чувствительным взрывателем, что правилами предусматривалось прекращение стрельбы в сильный дождь — он мог вызвать подрыв мины при выстреле. Кроме того, данный миномет в целом считался ненадежным, так как мины в 1-2 % случаев самопроизвольно взрывались в канале ствола миномета. Также часто мина просто не вылетала при стрельбе.

## Использование в подразделениях Третьего Рейха
В основном 50 мм миномёты использовались как средство непосредственной поддержки пехоты. В состав каждой стрелковой роты входило три 50 мм миномёта. Основной боевой единицей был миномётный расчёт (один миномёт). Расчёт входил в состав каждого стрелкового взвода. В строю занимал место за всеми отделениями взвода, в группе управления взвода.
Расчёт миномета состоит из 3-х человек: командира, наводчика и заряжающего.
| Номера, снаряжение и задачи расчёта лёгкого 50 мм миномёта l.Gr.W. 36 | Номера, снаряжение и задачи расчёта лёгкого 50 мм миномёта l.Gr.W. 36 | Номера, снаряжение и задачи расчёта лёгкого 50 мм миномёта l.Gr.W. 36 |
|                                                                       | Снаряжение | Задачи |
| --------------------------------------------------------------------- | --- | --- |
| Командир расчёта (нем. Truppführer)                                   | 1 ящик с боеприпасами, 1 подсумок с 2 стойками (вешками) для наводки (нем. Richtstaebe), Заплечная рама (нем. Traggestell), Карабин, Бинокль, Планшет, Патронный подсумок, Малая пехотная лопатка, Карманный компас.         | Командир расчета легкого миномета, он руководит действиями легкого миномета в бою. Он отвечает за: (1) Выбор огневой позиции, (2) Выбор наводки на цель, (3) Управление огнём, (4) Наблюдение за полем боя, (5) Связь с командиром взвода, контроль расхода боеприпасов, (6) Содержание в боевой готовности и полной комплектности вооружения, боеприпасов и снаряжения расчёта лёгкого миномёта. |
| Стрелок № 1 (нем. Schütze 1)                                          | Заплечная рама, Вьюк для ящиков, Пистолет, Малая пехотная лопатка, вар. a) миномет разобран и переносится на вьюках: опорная плита и 2 ящика с боеприпасами вар. b) миномет собран: миномет в сборе и 1 ящик с боеприпасами. | Стрелок №1 это наводчик. Несет миномет на позицию. Стрелок №1 отвечает за: (1) Сборка лёгкого миномета, использование прицела, (2) Установка уровня, (3) Установка миномета на позиции, (4) Уход и безупречное состояние легкого миномета. |
| Стрелок № 2 (нем. Schütze 2)                                          | Заплечная рама, Вьюк для ящиков, Пистолет, Малая пехотная лопатка, вар. a) миномет разобран и переносится на вьюках: 2 ящика с боеприпасами и труба миномёта. вар. b) миномет собран: 3 ящика с боеприпасами.                | Стрелок №2 это заряжающий и подносчик боеприпасов. Он отвечает за: (1) Подготовку боеприпасов (2) Заряжание и спуск ударного механизма. |

## Страны-эксплуатанты
- нацистская Германия[1] - приняты на вооружение, поступали в армию, воздушно-десантные части и войска СС.
- СССР — трофейные миномёты использовались в ходе Великой Отечественной войны[2][6]

## Галерея

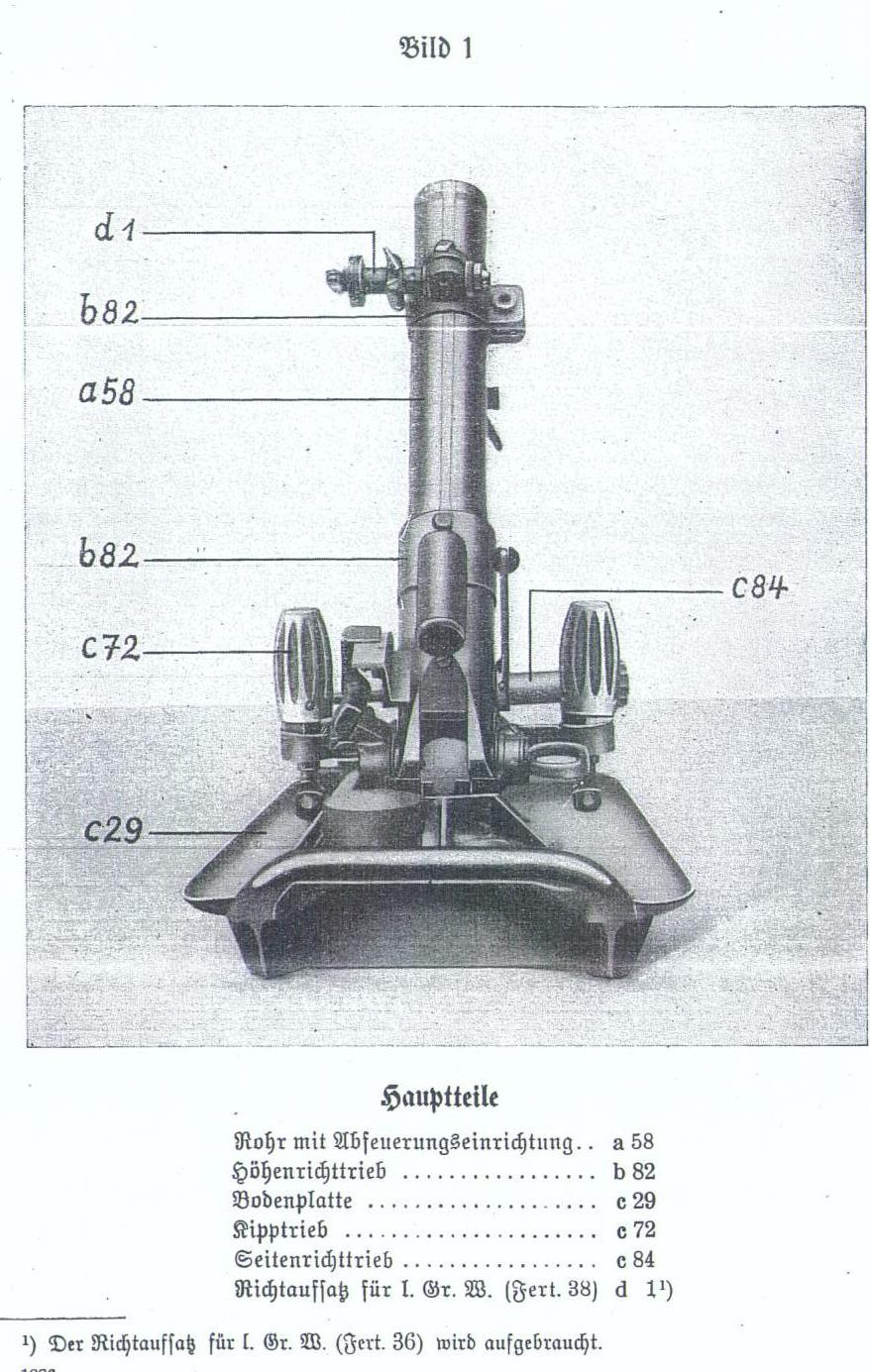
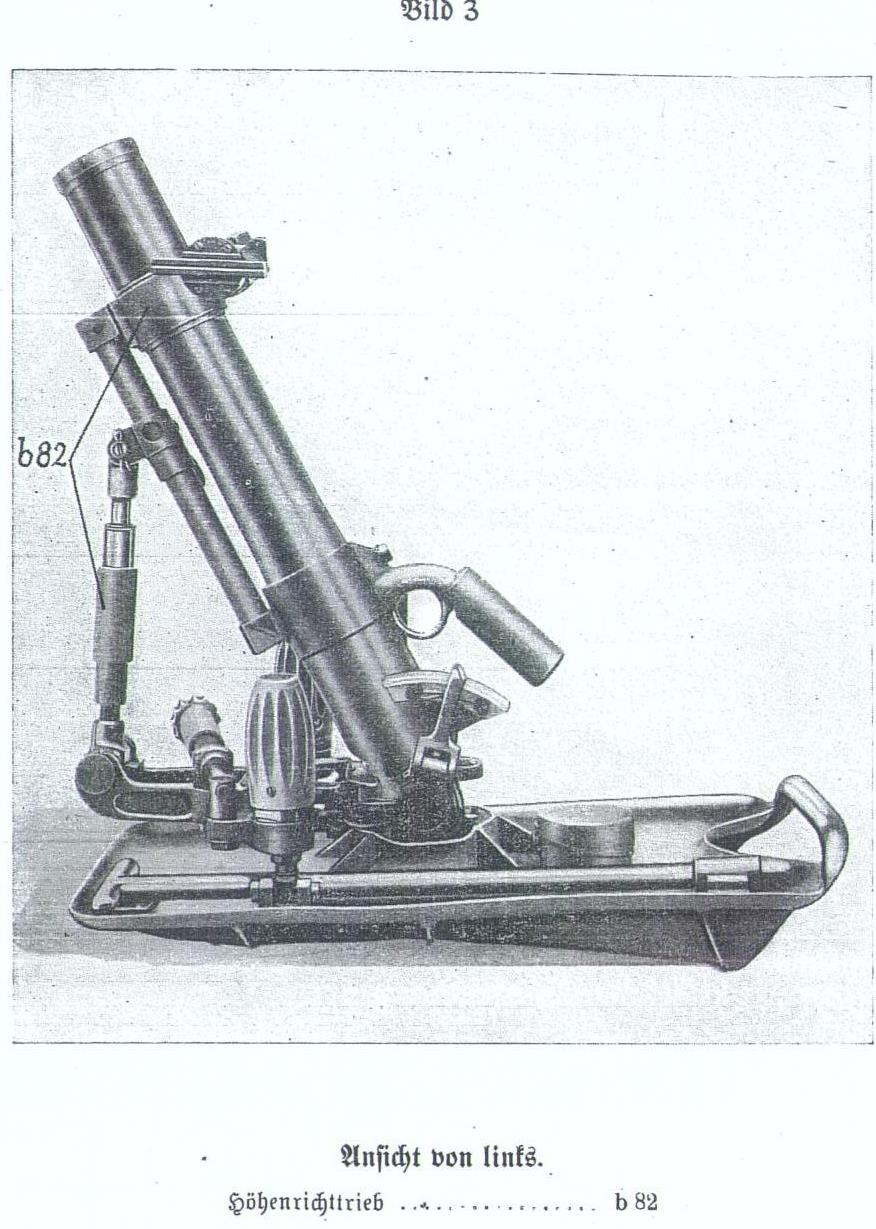
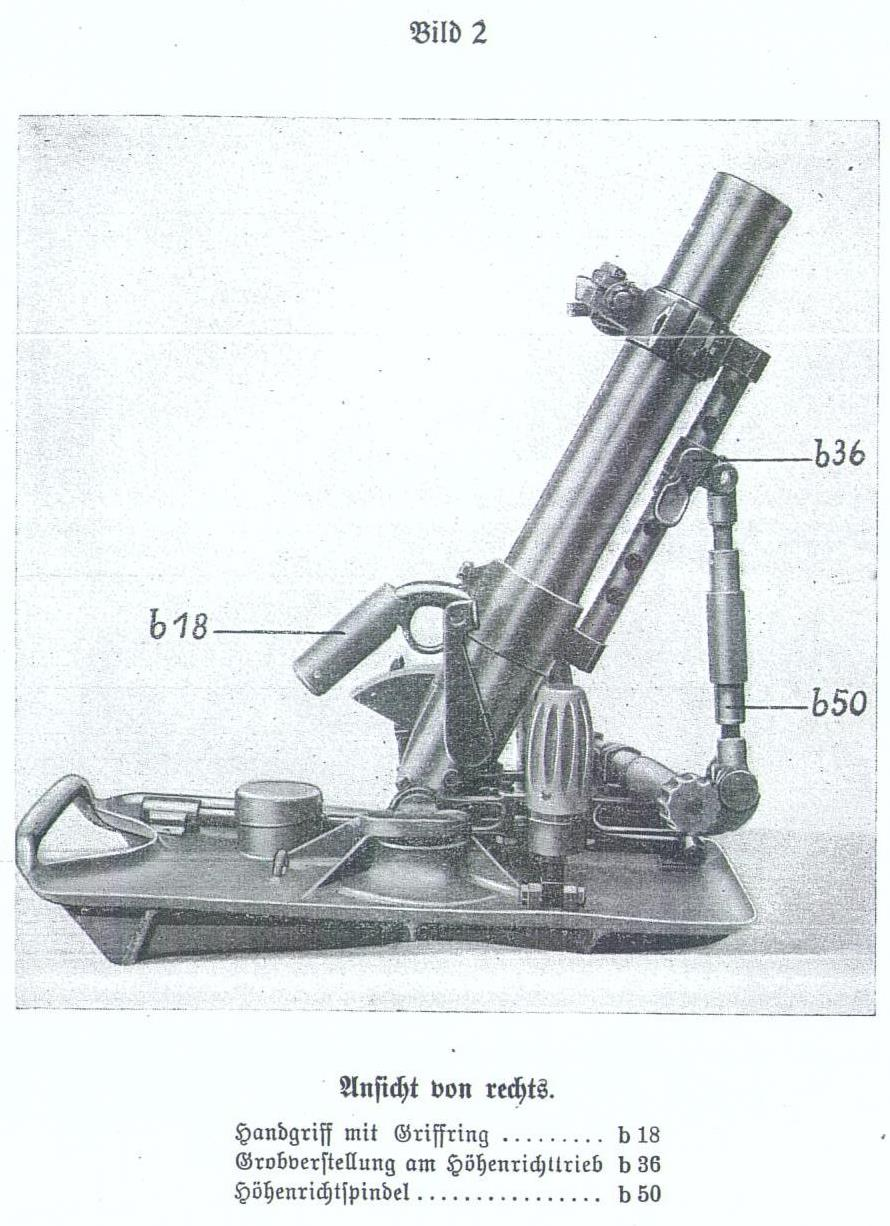
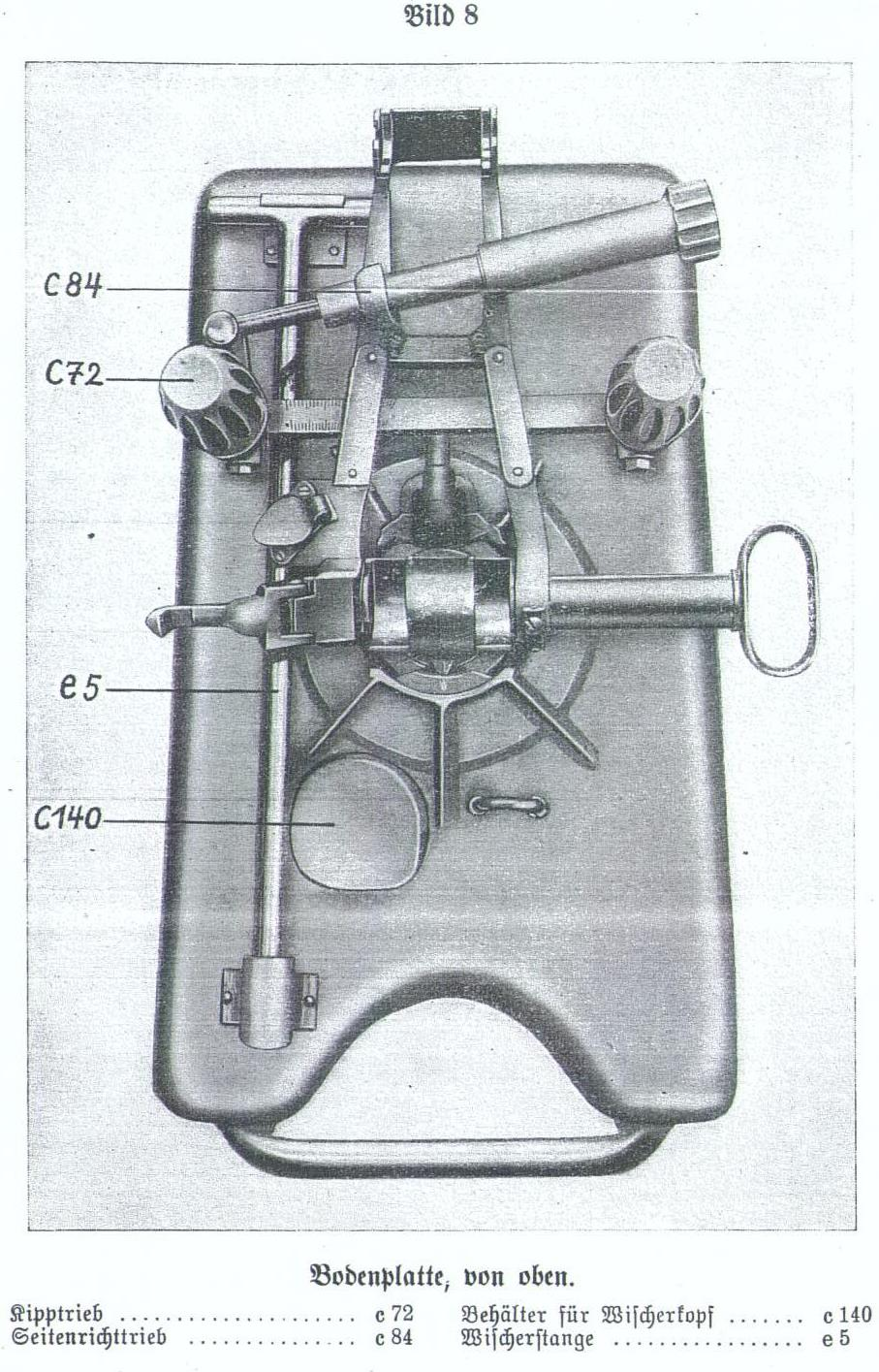
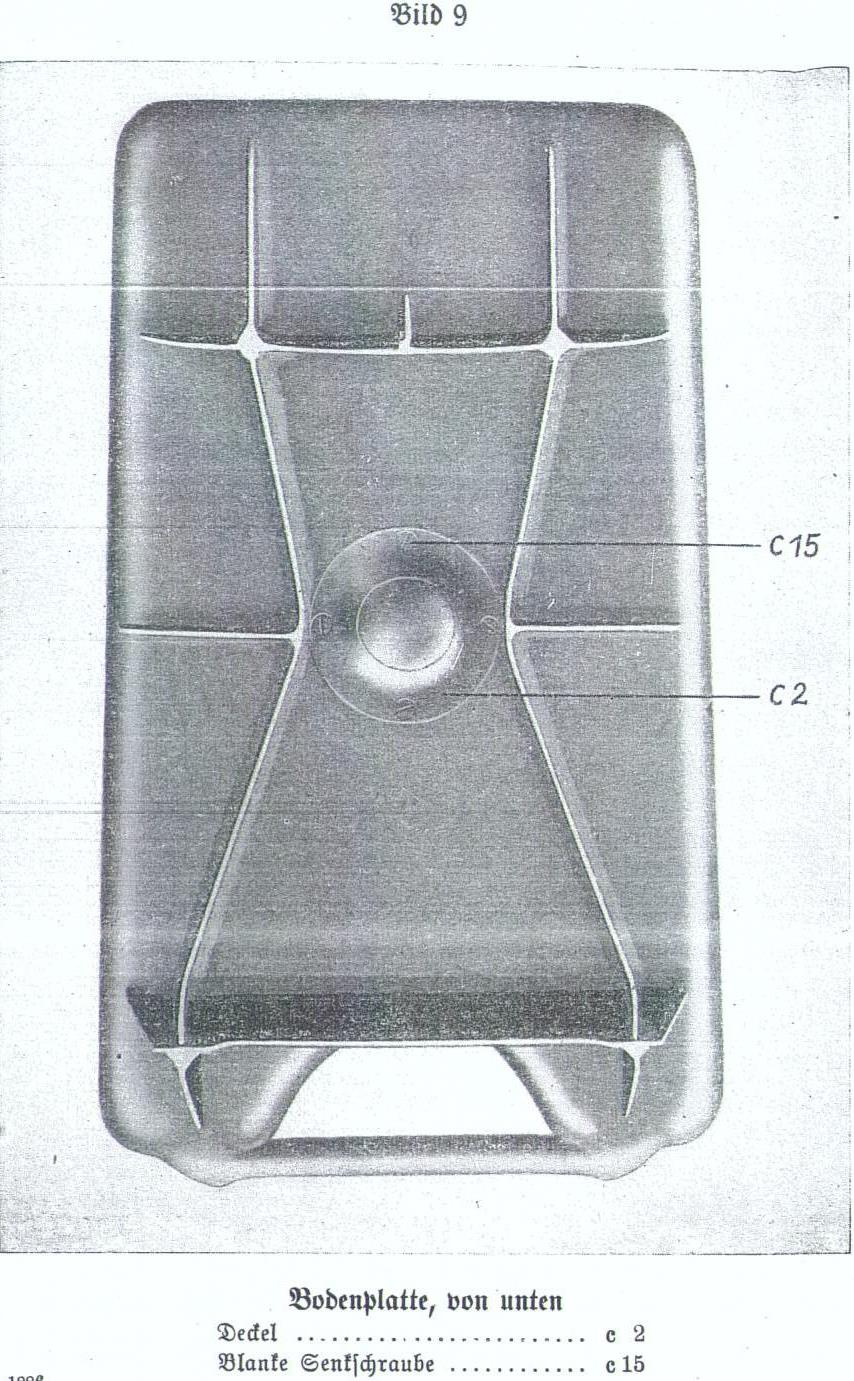
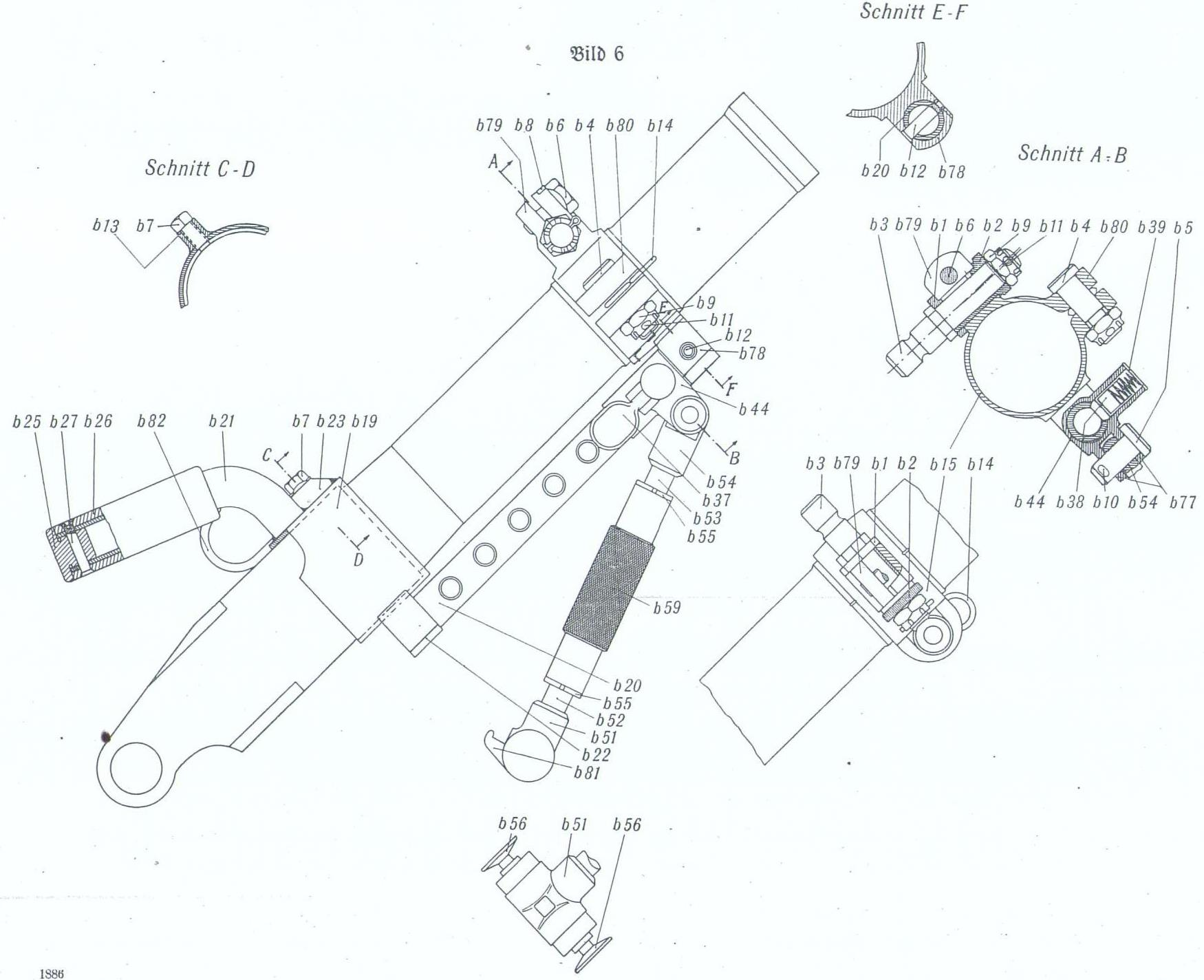
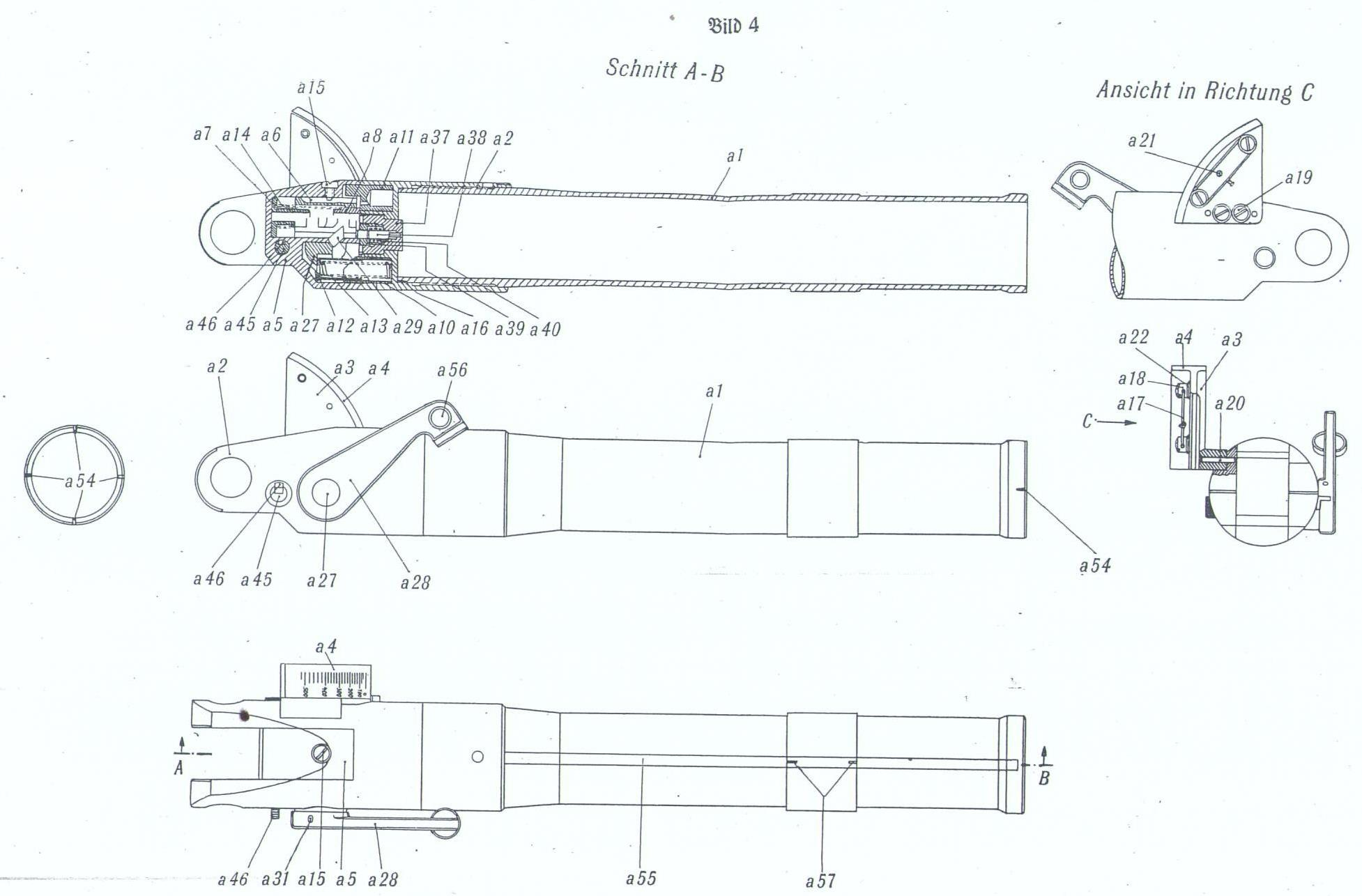
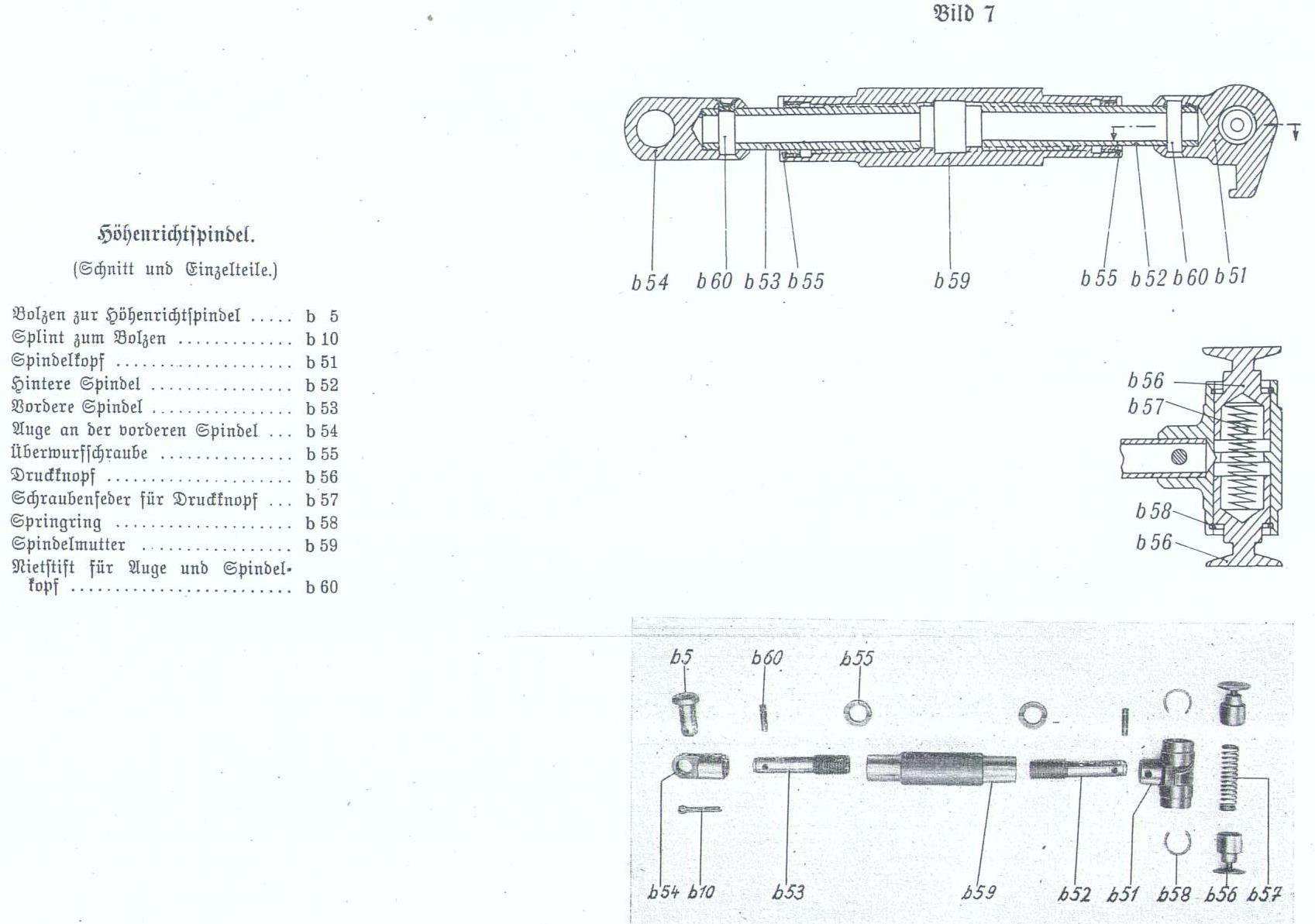
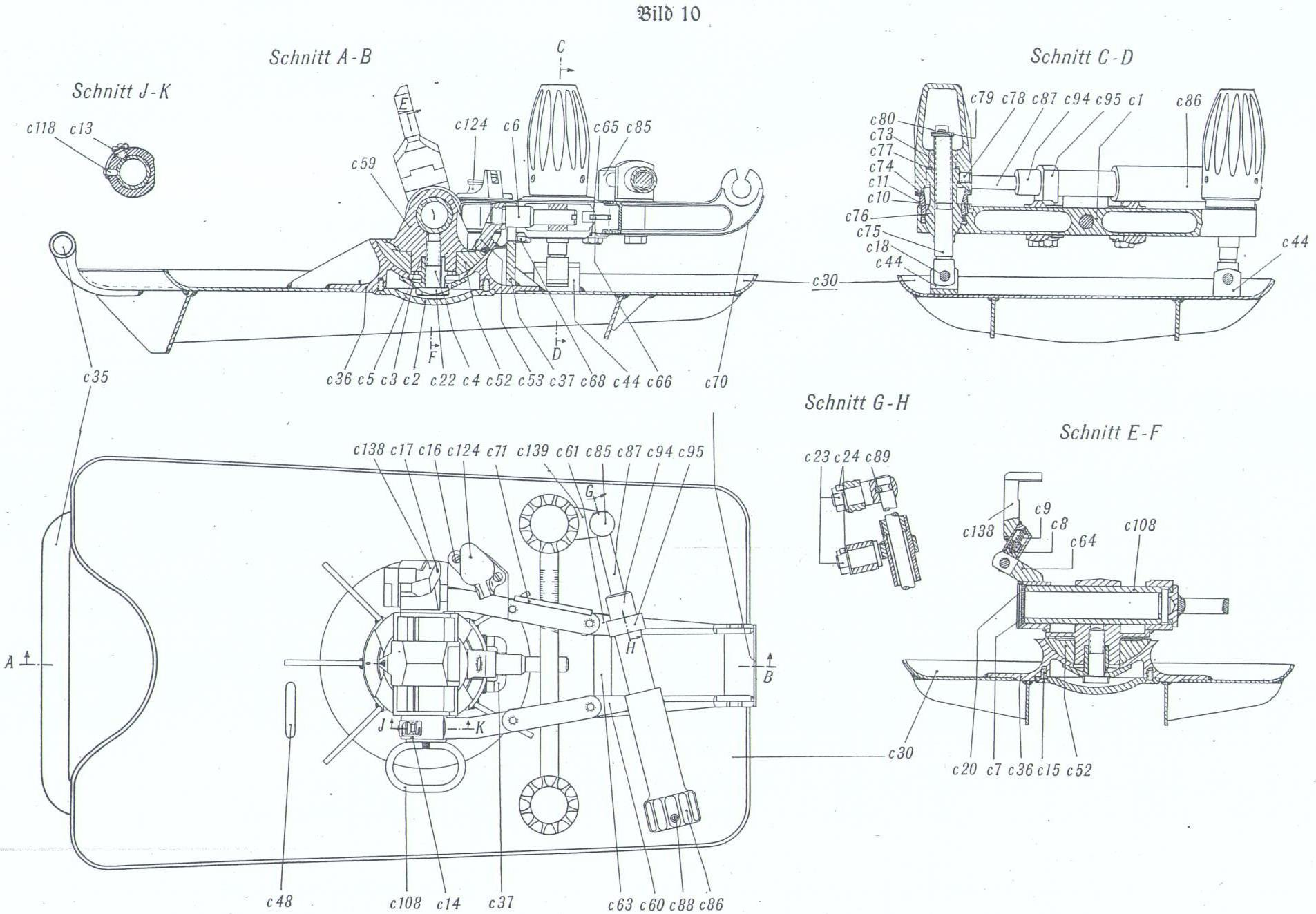
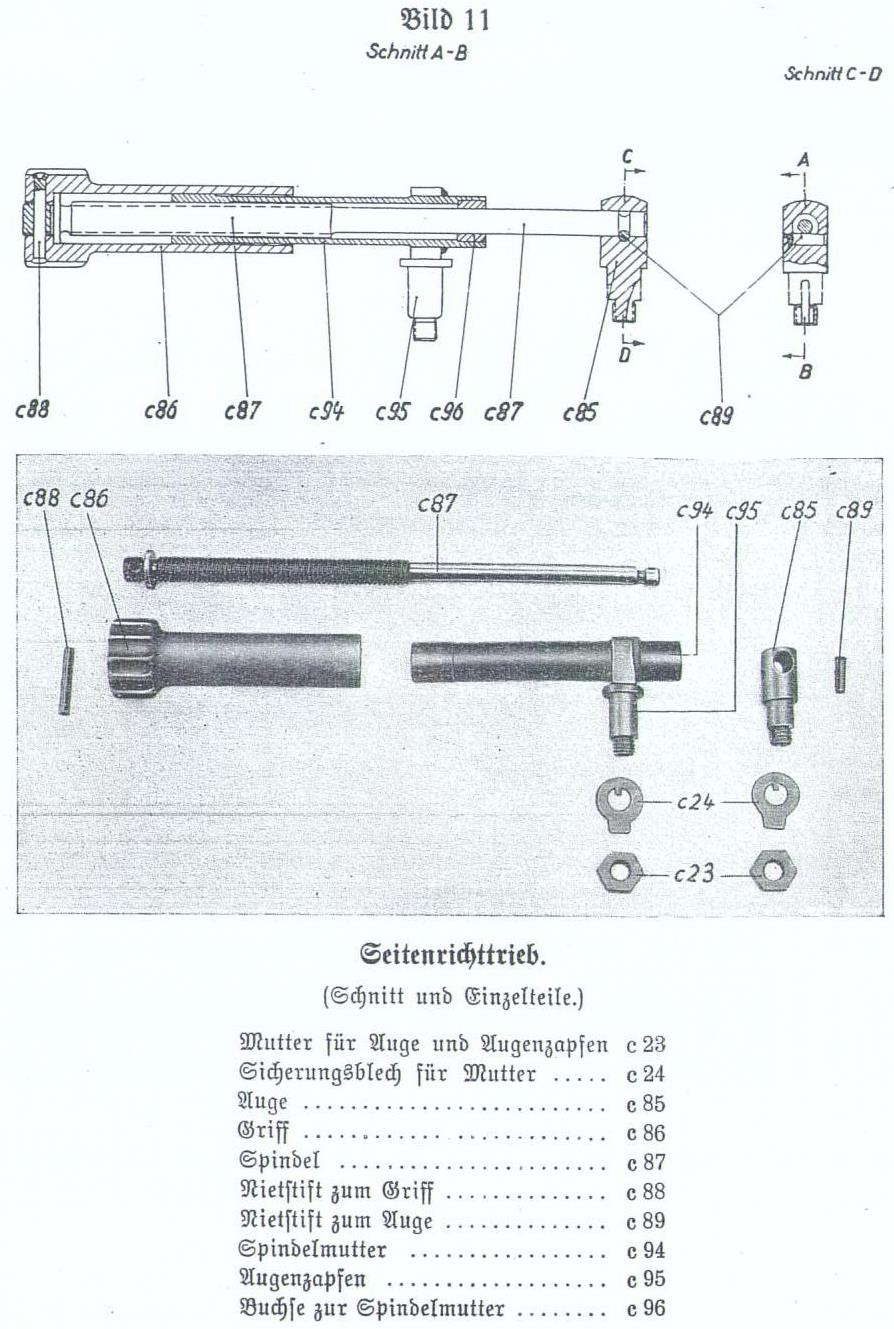
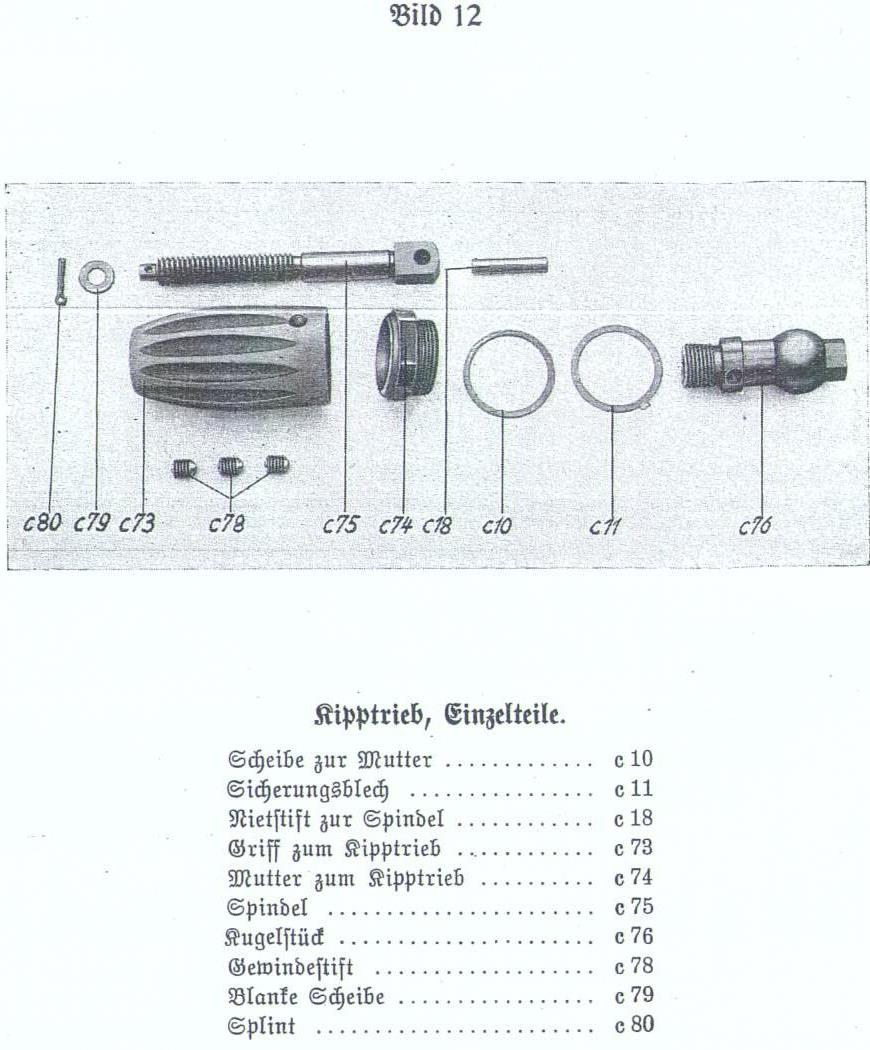
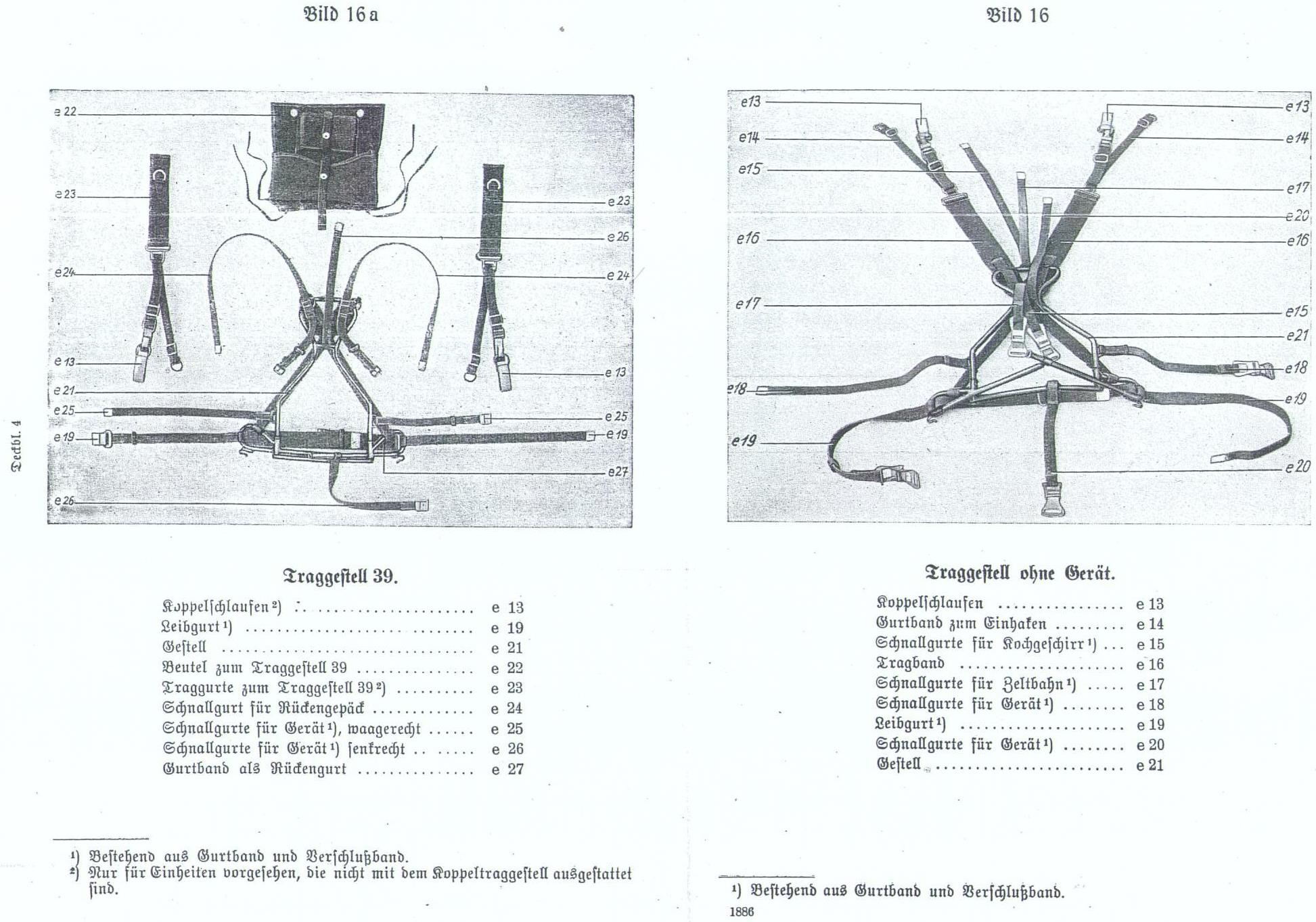
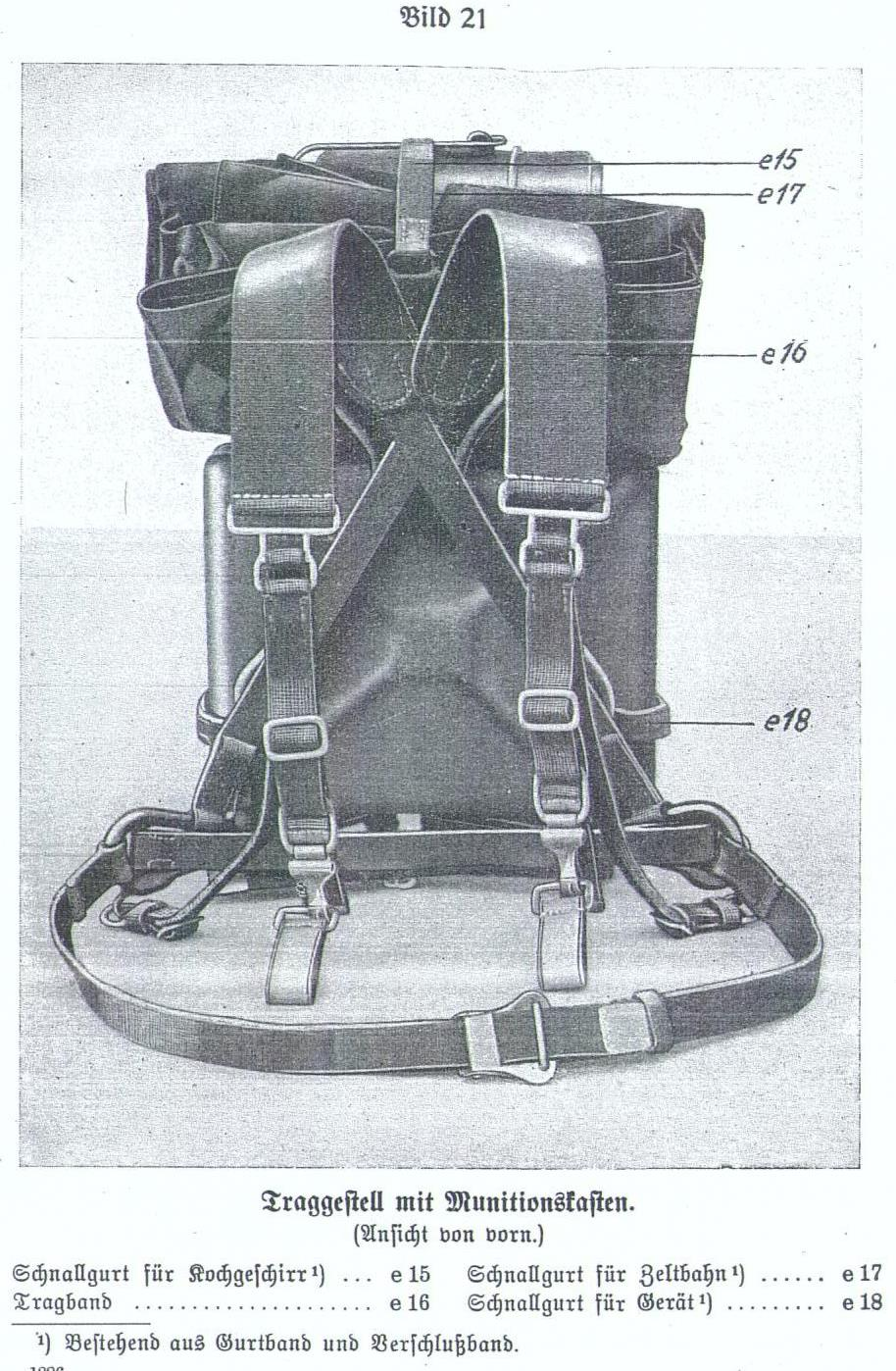
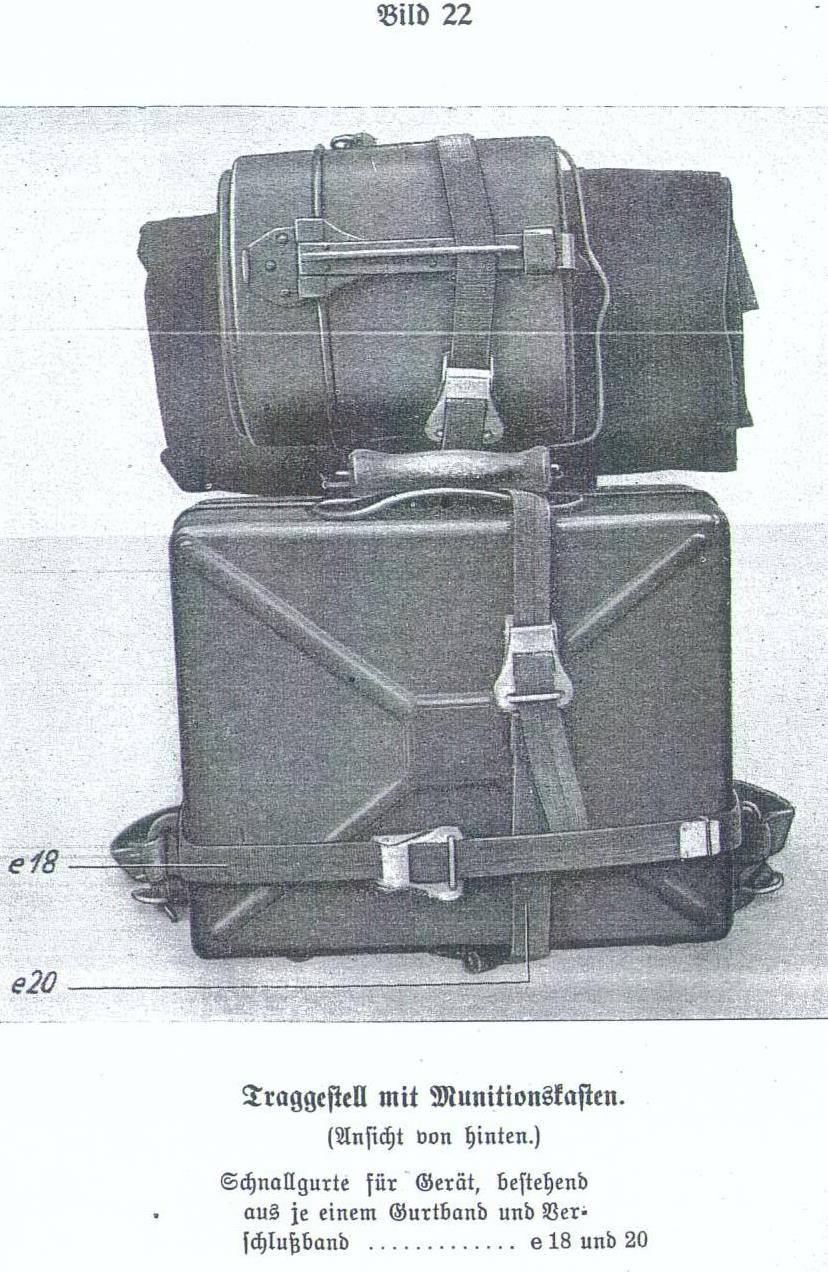
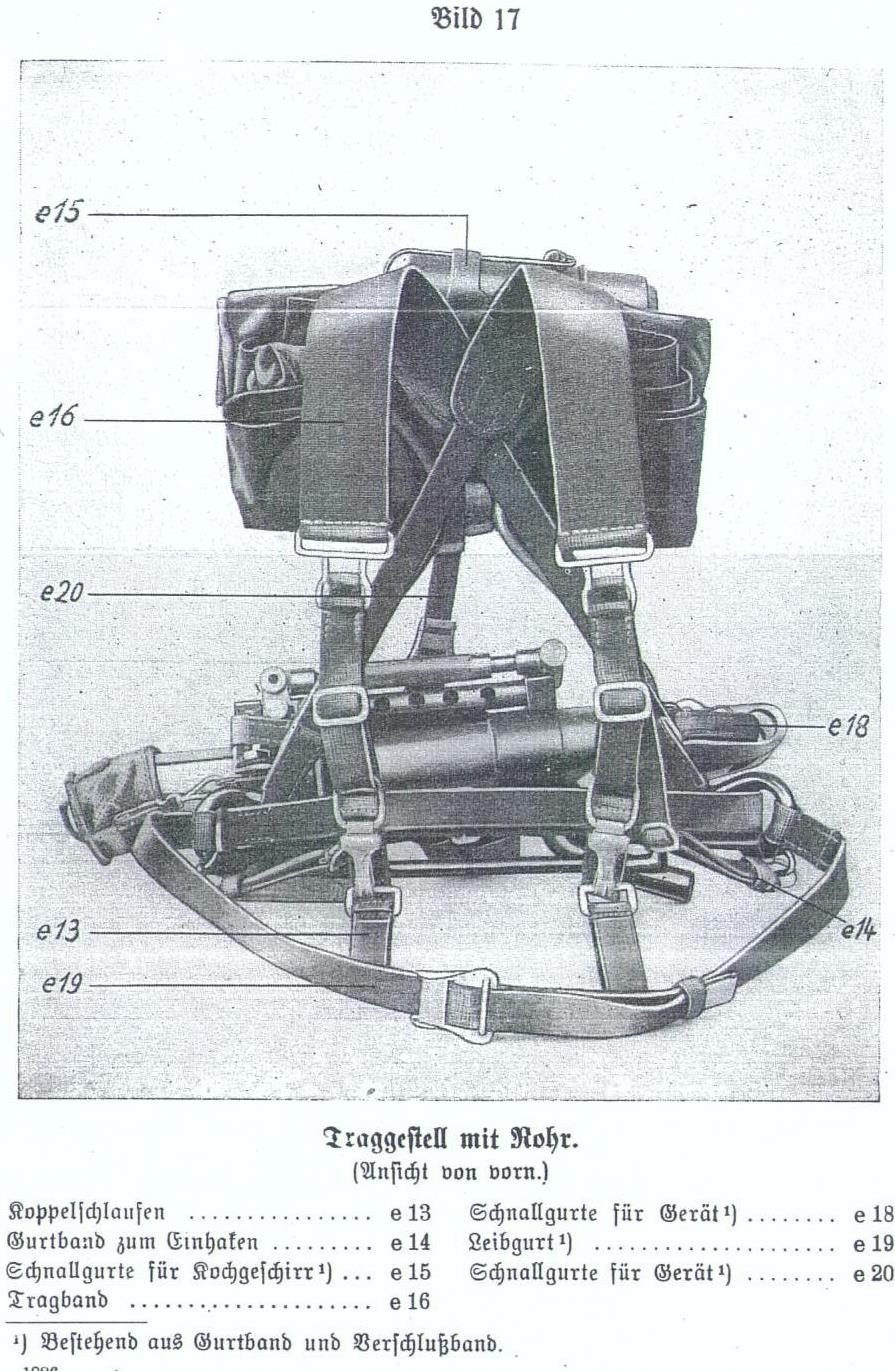
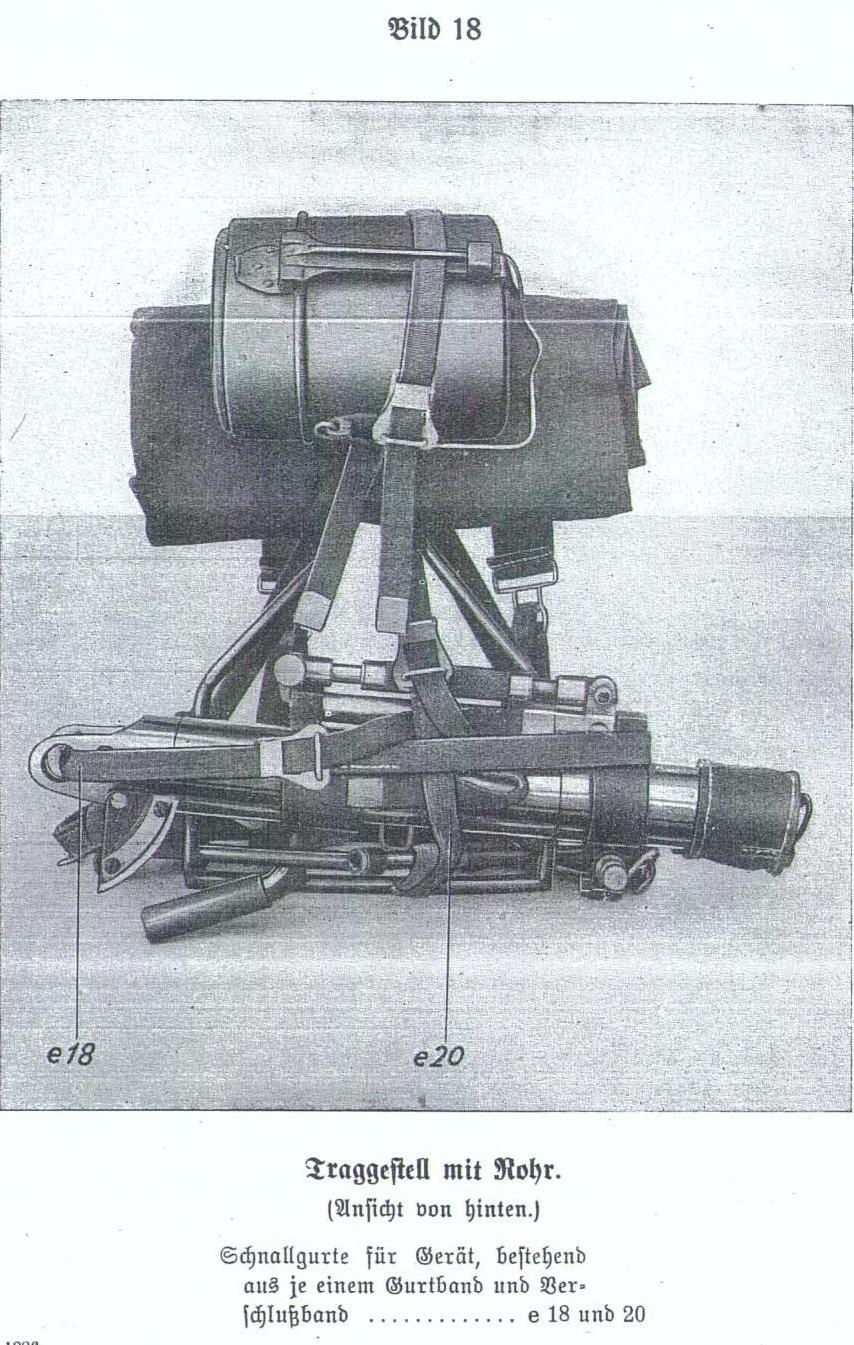
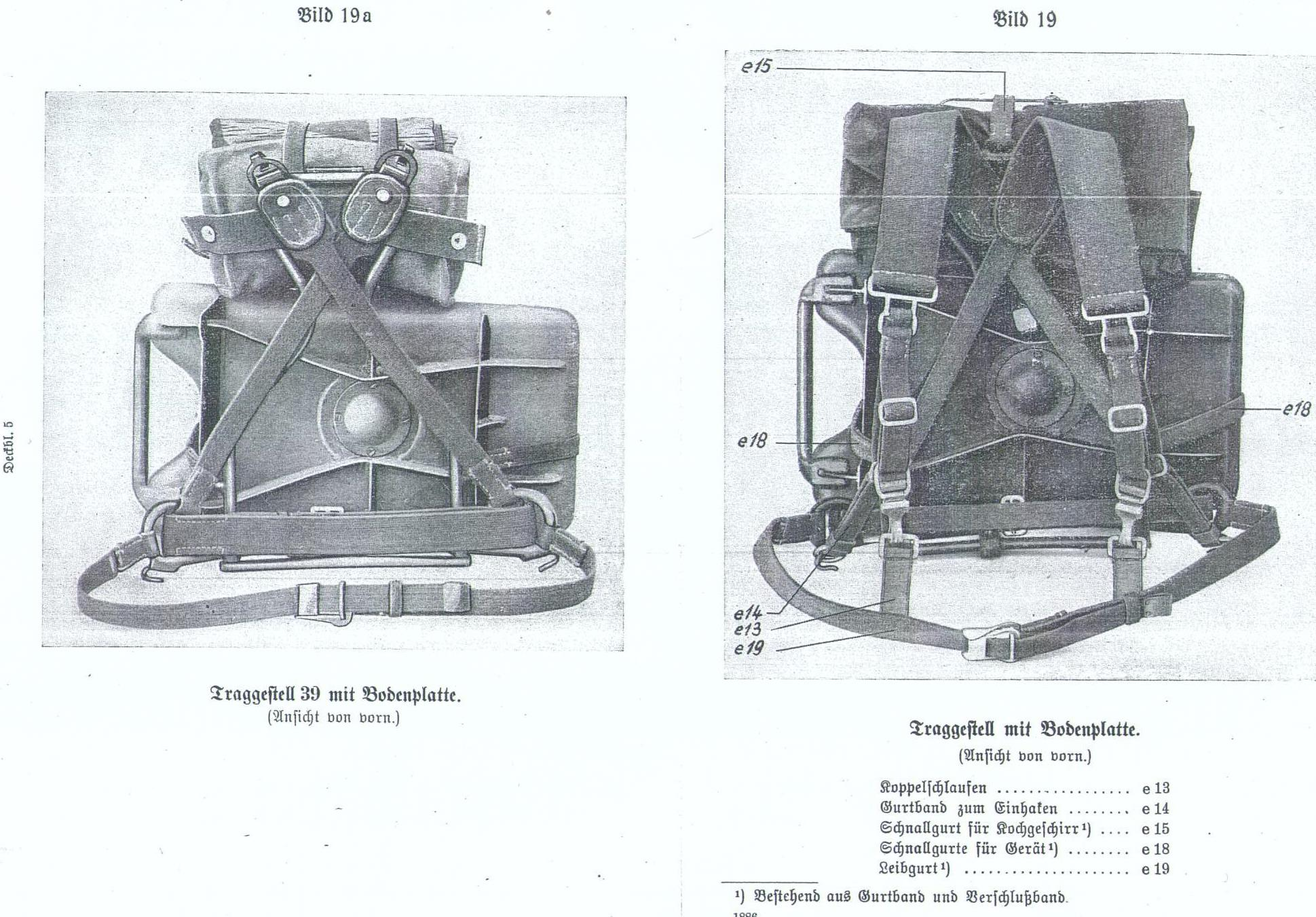
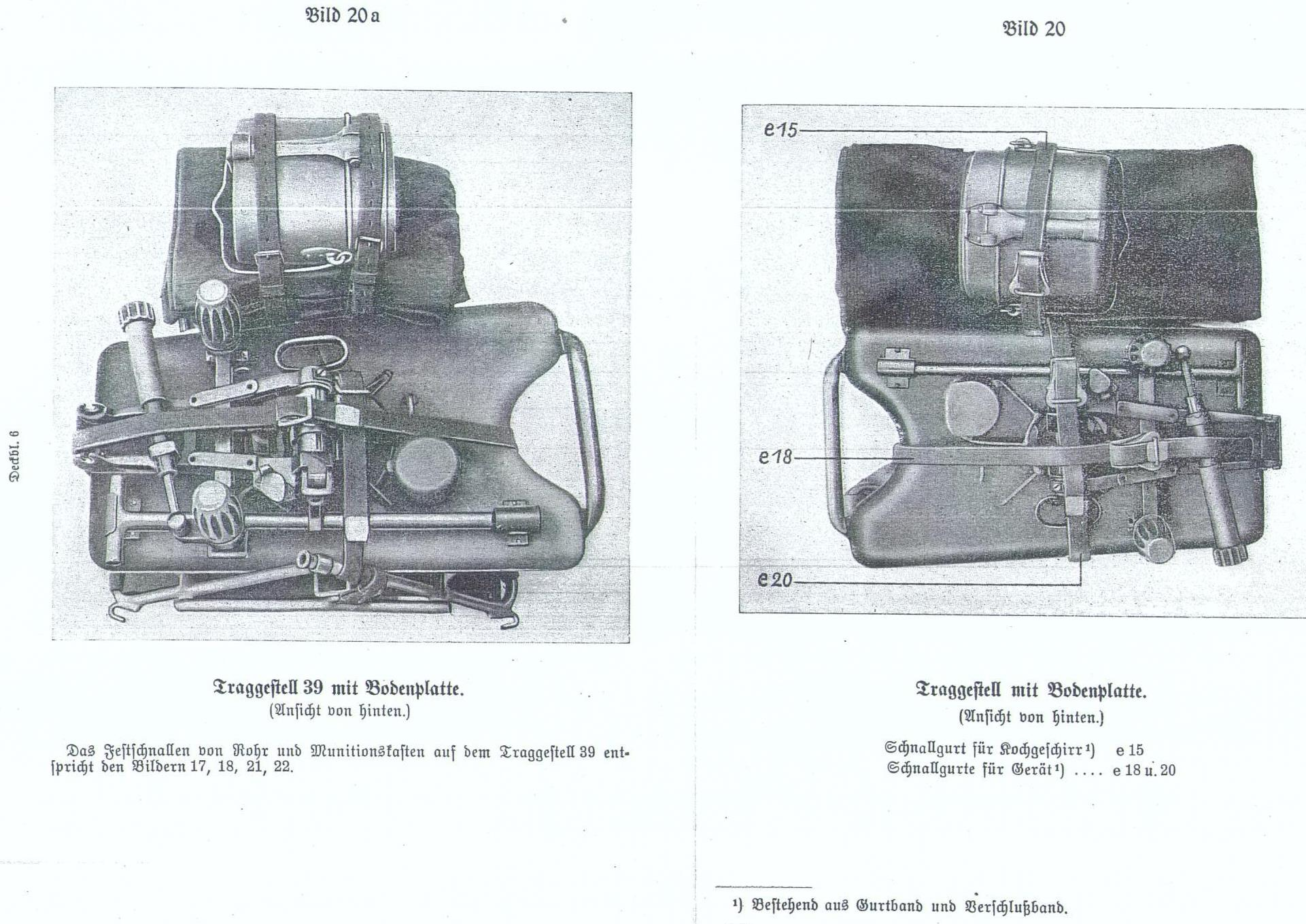
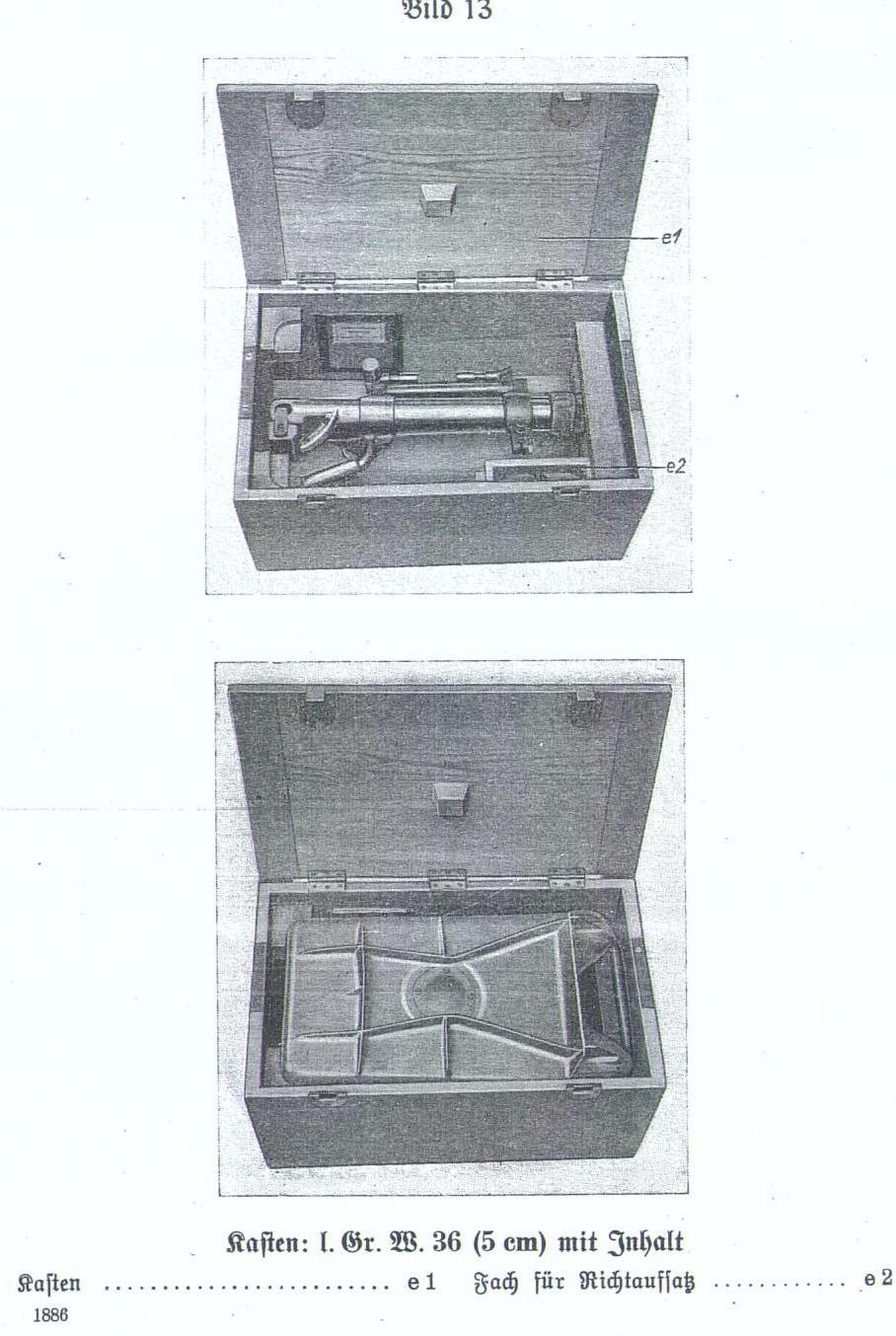
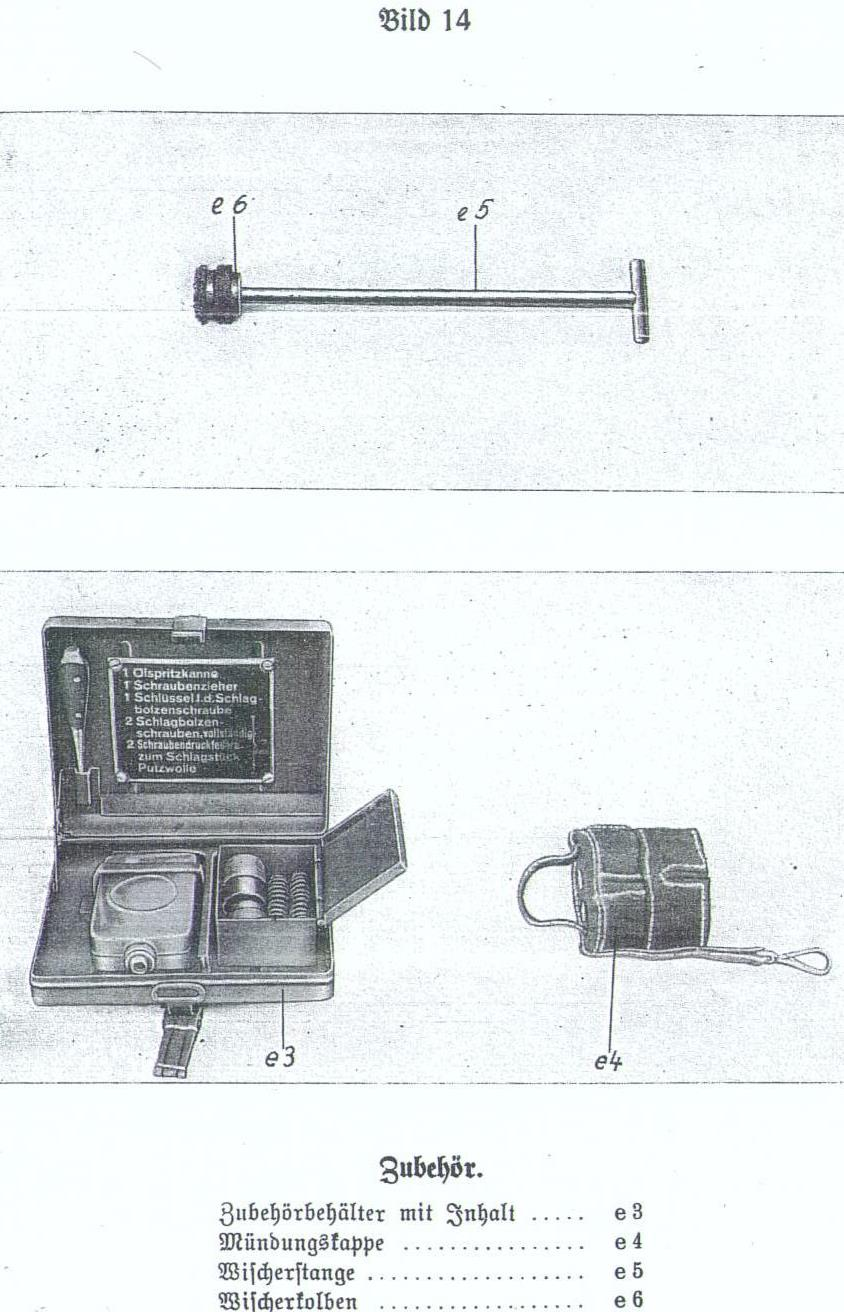
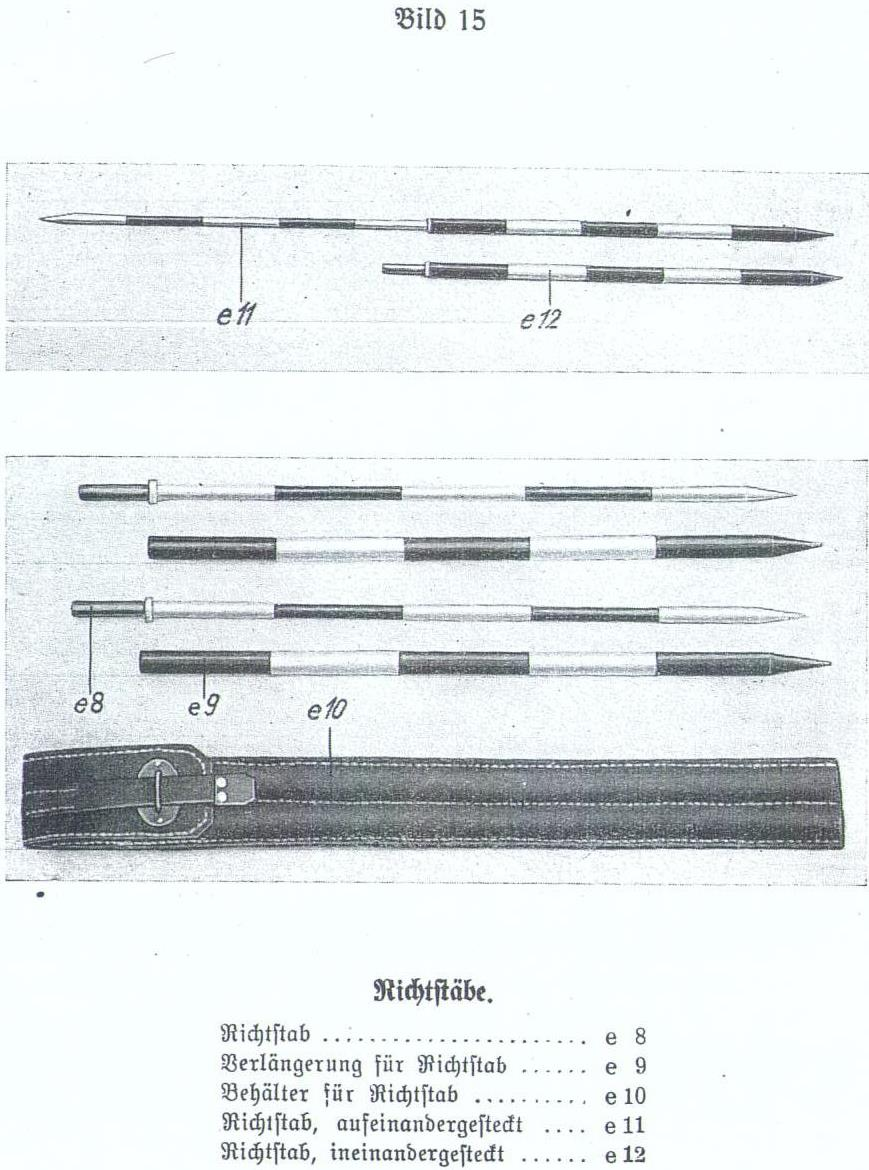